# David Kravish
David Jeffrey Kravish (Joliet, 12 settembre 1992) è un cestista statunitense naturalizzato bulgaro, professionista in Europa.

## Palmarès

### Squadra
- Copa del Rey: 2

Málaga: 2023, 2025
- Supercoppa spagnola: 1

Málaga: 2024
- Basketball Champions League: 2

Málaga: 2023-2024, 2024-2025
- Coppa Intercontinentale: 1

Málaga: 2024

### Individuale
- Basketball Champions League Star Lineup: 1

Málaga: 2023-2024